# Wzmocnienie napięciowe
Wzmocnienie napięciowe – jeden z parametrów charakteryzujących wzmacniacze, oznaczany jako {\displaystyle K_{u}.} Wzmocnienie napięciowe jest to stosunek napięcia wyjściowego do napięcia wejściowego układu, jest wielkością bezwymiarową, ale dla podkreślenia rodzaju współczynnika wyrażany jest w woltach na wolt [V/V]:
{\displaystyle K_{u}\left[{\frac {V}{V}}\right]={\frac {U_{wy}}{U_{we}}}}
lub częściej w decybelach [dB]:
{\displaystyle K_{u}[dB]=20\lg K_{u}\left[{\frac {V}{V}}\right].}